# Jarl-Thure Eriksson
Jarl-Thure Eriksson, född 5 november 1944 i Hammarland, är en finländsk elektroingenjör. 
Eriksson var under 1970-talet laboratorieingenjör vid Tekniska högskolan i Helsingfors och forskare vid Statens tekniska forskningscentral. Han blev teknologie doktor och docent i elektromekanik vid Tekniska högskolan i Helsingfors 1982 på avhandlingen Superconducting Homopolar Machinery: Liquid Metal Current Collection and Design Principles. Han blev biträdande professor 1983 samt professor i elektroteknik vid Tammerfors tekniska högskola 1987 och var rektor för sistnämnda högskola 1997–2008. Han valdes 2009 till kansler för Åbo Akademi för perioden 2010–2014. Hans forskning har omfattat elteknik, supraledning, neuronkalkylering och hjärnverksamhet, kaos- och komplexitetsteori samt framtidsforskning.

## Utmärkelser
- Kommendörstecknet av Finlands Lejons orden[1]

[Redigera Wikidata]